# Robert Irving
Robert Augustine Irving, DFC* (Winchester, 28 agosto 1913 – Winchester, 13 settembre 1991), è stato un direttore d'orchestra britannico, la cui fama è stata legata soprattutto alla sua attività come direttore di balletto classico.

## Biografia
Nato a Winchester, in Inghilterra, figlio dell'alpinista e autore R.L.G. Irving, fu educato al Winchester College e al New College di Oxford, ottenendo una laurea in musica. Studiò anche con Malcolm Sargent e Constant Lambert al Royal College of Music dal 1934 al 1936.
Durante la seconda guerra mondiale, prestò servizio con la Royal Air Force, e ricevette la Distinguished Flying Cross  (DFC) e una decorazione.
Successivamente divenne assistente direttore della BBC Scottish Symphony Orchestra e direttore d'orchestra e musicale del Sadler's Wells Ballet dal 1949 al 1958, lavorando a stretto contatto con Sir Frederick Ashton su diversi balletti.
Dal 1958 al 1989 fu direttore musicale del New York City Ballet, dove lavorò molto tempo con il coreografo George Balanchine. Per molti anni diresse la produzione annuale della New York City Ballet de Lo schiaccianoci, che ripeté nella trasmissione statunitense del balletto del 1958.
Morì nel suo paese natale nel 1991, all'età 78 anni. Una piccola targa commemorativa su di lui si può vedere sulla parete nord-est del chiostro della cappella del Winchester College.

## Registrazioni
Le sue numerose registrazioni comprendono:
- Una registrazione giovanile della Suite di Dohnányi in fa diesis minore
- La suite in cinque movimenti dal balletto Horoscope di Ashton e Lambert (1953).[3]

## Premi
- Capezio Dance Award, 1975
- Dance Magazine Award, 1984